# گانگجین
گانگجین (به لاتین: Gangjin County) یک منطقهٔ مسکونی در کره جنوبی است که در استان جئولانام-دو واقع شده‌است. گانگجین ۴۹۵٫۹۸ کیلومتر مربع مساحت و ۴۹٬۲۵۴ نفر جمعیت دارد.

## خواهرخوانده
شهر خورینخم خواهرخواندهٔ گانگجین هست.